# 5e point

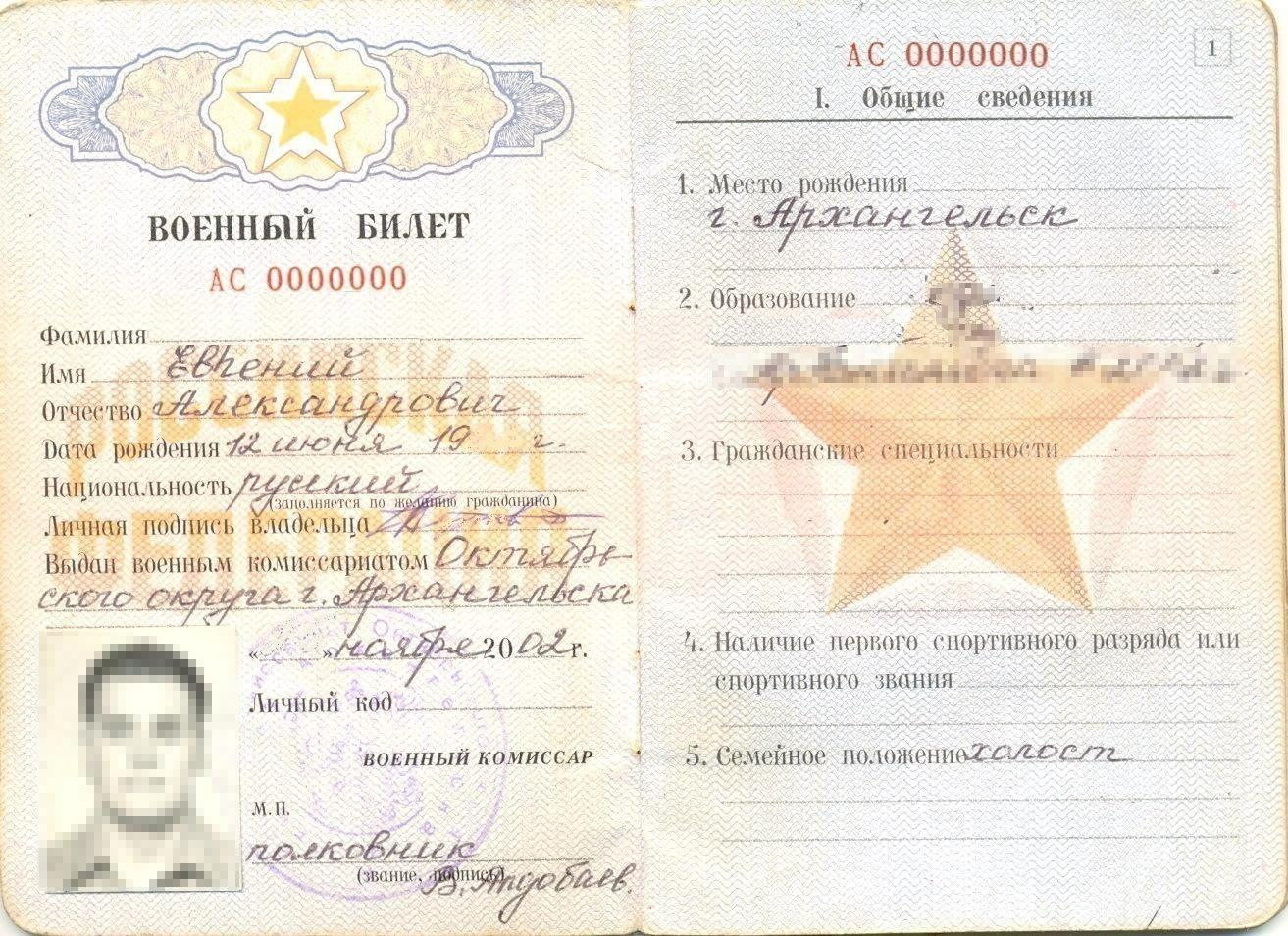
Sur ce livret militaire délivré par la Russie en 2002, le 5e point renseigne l'origine ethnique du titulaire du document, en l'occurrence « Russe » (русский).

Le « 5e point » (russe : пя́тая графа́ ou пятый пункт) est le 5e paragraphe des passeports intérieurs d'Union soviétique et de Russie, destiné à indiquer la « nationalité » (Национальность en russe) du titulaire du passeport.

## État-civil
Juridiquement, en URSS, dans les autres pays communistes et dans les États issus de la dislocation du bloc de l'Est et de l'URSS (dont la Russie), la citoyenneté selon le droit du sol et la nationalité selon le droit du sang sont deux notions différentes qui font partie de l'état-civil d'une personne. La seconde désigne le groupe ethnique auquel elle appartient, qui apparaissait dans les documents d'identité, les fiches d'état-civil et les recensements.

## Le cinquième point dans l'histoire et la culture
Une section du NKVD, la « 6-ème direction de surveillance des manifestations du nationalisme » du « 5-ème département de la sécurité politique intérieure », était consacrée à la gestion et à la surveillance du « 5e point » en tant que repère identitaire et moyen de classification des citoyens. L'existence de ce « 5e point » a, pendant l'occupation de l'URSS par l'Allemagne nazie, coûté la vie à de nombreux citoyens soviétiques, civils ou militaires, capturés ou contrôlés par l'occupant, et exterminés s'ils étaient de « nationalité » juive ou tzigane. L'expression « 5e point » peut ainsi être employée, au sens figuré, pour faire référence à l'origine ethnique de la personne, et a donné lieu à de nombreuses plaisanteries. Ainsi, interrogé au sujet de son « 5e point », le polémiste russe Vladimir Jirinovski né Edelstein, répondit « russe par ma mère, avocat par mon père ». 
Cette mention de l'origine ethnique a été supprimée en 1997 des passeports intérieurs.